# Notogomphus ruppeli
Notogomphus ruppeli là một loài chuồn chuồn ngô thuộc họ Gomphidae. Nó là loài đặc hữu của Ethiopia. Các môi trường sống tự nhiên của chúng là các khu rừng khô nhiệt đới hoặc cận nhiệt đới và sông. Nó bị đe dọa do mất môi trường sống.